# Teorema de Śleszyński–Pringsheim
En matemàtiques, el teorema de Śleszyński–Pringsheim és una afirmació sobre la convergència d'un cert grup de fraccions contínues. Va ser enunciat per Ivan Śleszyński i Alfred Pringsheim a finals del segle xix.
El teorema afirma que si an, bn, per n = 1, 2, 3, ... són nombres reals i |bn| ≥ |an| + 1 per tot n, llavors
{\displaystyle {\cfrac {a_{1}}{b_{1}+{\cfrac {a_{2}}{b_{2}+{\cfrac {a_{3}}{b_{3}+\ddots }}}}}}}
convergeix absolutament a un nombre ƒ complint-se que 0 < |ƒ| < 1, és a dir que la sèrie
{\displaystyle f=\sum _{n}\left\{{\frac {A_{n}}{B_{n}}}-{\frac {A_{n-1}}{B_{n-1}}}\right\},}
on An / Bn són els convergents de la fracció contínua, convergeix absolutament.